# Кадоре (Виченца)
Кадоре је насеље у Италији у округу Виченца, региону Венето.
Према процени из 2011. у насељу је живело 37 становника. Насеље се налази на надморској висини од 86 м.